# ニンテンドーDSi
ニンテンドーDSi（ニンテンドーディーエスアイ、略称: DSi）は、2008年（平成20年）11月1日に任天堂から発売された携帯型ゲーム機。ニンテンドーDS・ニンテンドーDS Liteの上位モデルに当たる。キャッチフレーズは『自分仕様の「マイDS」へ。』。
次世代機ではなく、あくまでニンテンドーDSシリーズの上位モデルという位置付けになっているが、機能・仕様共に従来のニンテンドーDSと比べて大幅に変更されたものとなっている。そのため、ニンテンドーDSi専用のソフトや、DSiと旧DSでは挙動が異なるソフトも存在する。
本記事では、2009年11月21日に日本国内にて発売されたDSiの大画面モデル「ニンテンドーDSi LL」（ニンテンドーディーエスアイ エルエル）についても記述する。どちらのモデルも日本国内における公式修理サポートは終了している。

## 開発
開発者インタビュー「社長が訊く」によると、当初は一台に2枚のDSカードを同時に装着できる「ダブルスロット」仕様として開発されていたが、実際に出来上がった試作品のサイズが大きすぎると判断されたため、設計を最初からやり直して従来どおりDSカード1枚のみの仕様になったとのこと。カメラは従来のニンテンドーDSにあった触覚（タッチスクリーン）と聴覚（マイク）に続く「視覚」入力機能を付けるという発想で盛り込まれた。画素数（30万画素）は同時代のデジタルカメラと比較すると低解像度だが、「DSの画面の縦横2.5倍の画像が撮れる」ため、DSi内で使用する分には十分としている。
また名称に関して、ニンテンドーDSiの「i」は次の3つの意味を持っている。
- Wiiの「i」と同様に人を表している。
- Wiiが「we（私達）」を表していたのに対し、DSiは「I（私）」を表している。キャッチフレーズに含まれている「マイDS」の意が込められている。
- DSiに目（eye）が付いていることを表している。目とはカメラのことである。

## 歴史
- 2008年10月2日 - 「任天堂カンファレンス2008.秋」にて発表された。同カンファレンスにて、当時社長であった岩田聡は、「DSを一家に1台あるものから、1人1台所有するものに変えていく」という目標を掲げ、その目標の達成に近づくためにニンテンドーDSiを開発したと発表した。
- 2008年11月1日 - 発売。売り上げは2日で約10万4,000台を記録した[5]。
- 2010年6月19日 - 価格が18,900円から15,000円に値下げされる[6]。
- 2012年12月13日 - ニンテンドーDSi LL／DSi本体機能最後の更新が行われ、バージョン1.4.5となった。
- 2015年7月8日 - ニンテンドーDSiウェアにG.Gシリーズから7作品が追加された。これがDSiウェア最後のソフトとなった。
- 2016年
  - 3月31日 - 「ニンテンドーDSiショップ」サービス終了のお知らせが発表。[7]。
  - 10月2日 - 「ニンテンドーDSiショップ」のDSiポイントの追加が終了。
- 2017年
  - 4月2日 - 「ニンテンドーDSiショップ」のDSiウェアの購入手続きが終了。
  - 4月4日 - 「ニンテンドーDSiショップ」の残高の払い戻しが開始。
  - 8月中旬、ニンテンドーDSi [TWL-001]、ニンテンドーDSi LL [UTL-001]の修理受付が終了。
  - 10月1日 - 「ニンテンドーDSiショップ」残高の払い戻し申し込み受付が終了[8]。

## 特徴

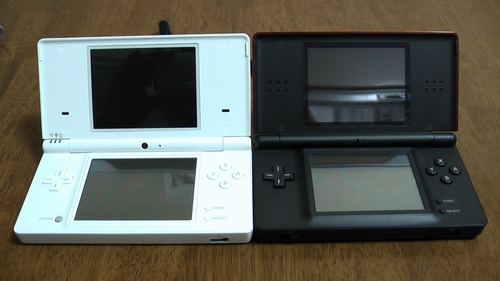
ニンテンドーDSi（左）とニンテンドーDS Lite（右）の比較図

閉じたときのDSi。右上にある大きな円がカメラのレンズで、小さな円はカメラ起動時、ピンク色に光る。

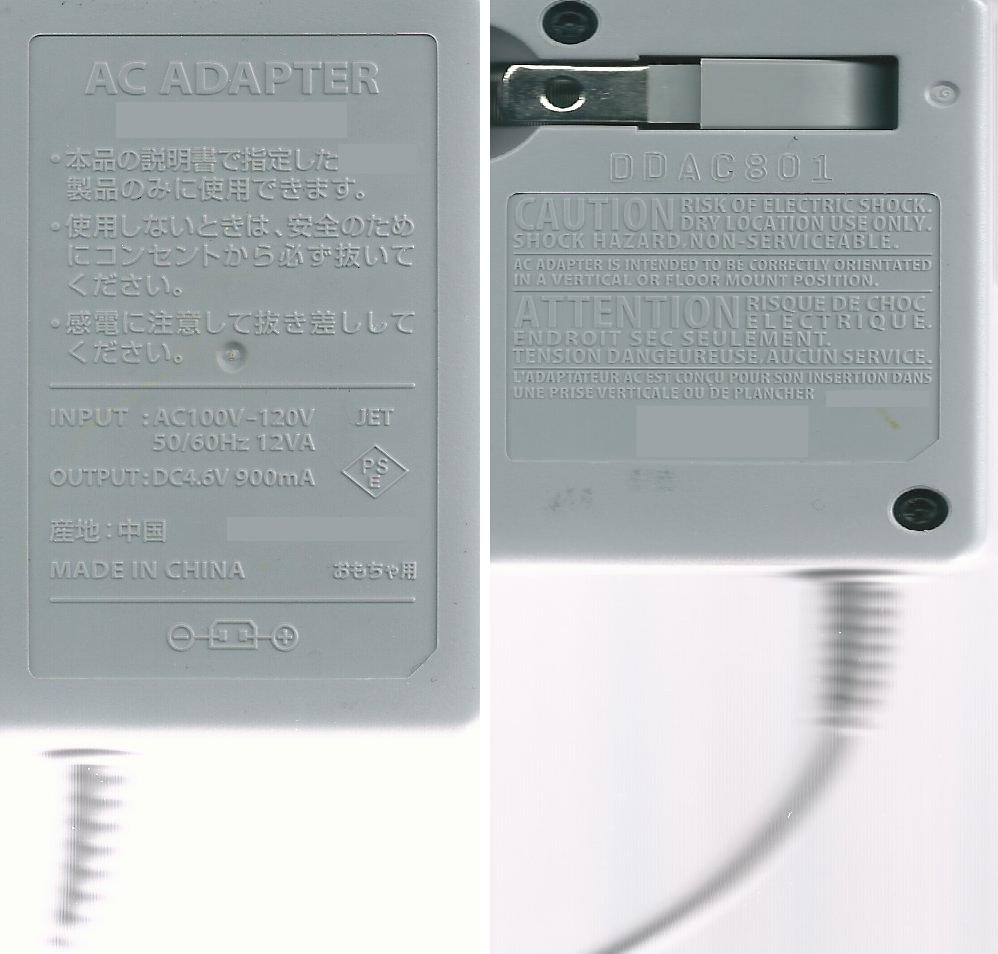
DSiのACアダプタ

ニンテンドーDS Liteからの変更点を中心に説明する。
画面
3.0インチから3.25インチに拡大。画素数や2画面・下画面のみタッチスクリーンという構成は変わらない。
輝度調整が4段階から5段階へ変更された（中輝度が追加）。
大きさ・重量
縦・横の寸法は数mm程大きくなり、厚さは12%（2.6mm）薄くなった。また、4g軽量化された。
カメラ
新たに30万画素のカメラを本体上蓋側背面とヒンジ部内側の2箇所に搭載した。
撮影した写真は内蔵メモリ（初期状態で最高413枚まで保存可能）やSDメモリーカードに保存される。
SDメモリーカードスロット
新たにWiiで採用されているSDメモリーカードスロットを搭載した。
カメラで撮影した写真の記録やオーディオ再生機能（後述）などで利用される。ニンテンドーDSiウェア（以下「DSiウェア」）でダウンロードしたソフトウェアをSDメモリーカードにコピーすることもできるが、SDメモリーカード内のデータを直接起動させることはできない。
SDメモリーカードと、最大32GBのSDHCメモリーカードに対応。SDメモリーカードのほか、変換アダプタを用いてminiSDカード・microSDカードも使用可能。ただし、SDXCメモリーカードは使用不可。認識がされる対応フォーマットはFAT32のみとなる。
内蔵メモリ
新たにWiiで採用されている256MBの内蔵メモリを搭載。DSiウェアと呼ばれる実用ソフトウェアや容量の小さいゲームソフトを内蔵することが可能（DSiウェア以外のゲームソフトを内蔵メモリにインストールすることはできない）。各データのサイズや空き容量は全て「ブロック」という単位で表示される。1ブロックは128KB相当。
なお、256MBの内128MBは、カメラで撮影した写真・本体設定・受信した本体アップデートプログラムなどの保存領域として使用されるため、ユーザーがDSiウェアの保存に使用できるのは128MB（ブロック換算で1024ブロック相当）である。容量の大きなDSiウェアのデータを多く記録していくと容量が足りなくなる場合があるが、容量を拡張する手段はない。
ゲームボーイアドバンススロット廃止
DS及びDS Liteでは、ゲームボーイアドバンス（以下GBA）用ソフトをプレイできたが、DSiでは、ゲームボーイアドバンス用ソフトのスロットが無くなったため、GBA用ソフトがプレイできなくなった。また、DS用ソフトであっても『ポケットモンスター ダイヤモンド・パール・プラチナ』などでのGBA用ソフトとのデータ連動や『DS振動カートリッジ』などのGBAスロットに差し込む拡張機器は使用できない。よって、『オシャレ魔女 ラブandベリー DSコレクション』などのGBAスロットに差し込む拡張機器がプレイする上で必要不可欠なソフトは、プレイ自体不可能である。対象となるソフトについては公式サイトを参照のこと。
カード交換
電源ボタンを押して、ゲームを終了した後にシステムの動作を停止させ、DSiメニューへ戻り、カードを交換することができる。なお、カードを抜くときには正面真ん中の押しを使用するが、DS用ソフト・DS・DSi両対応ソフト・DSi用ソフトのカードをそのまま手で押し抜くこともできる。
スピーカー
スピーカーやサウンド関連のICの仕様が変更され、音質が向上した。また、最大音量も大きくなった。
ボタン
START・SELECTボタンが若干大きくなり、他のボタンも仕様が若干変更された。
なお、Lボタン及びRボタンは、使用頻度によりボタンの反応が悪くなったり、押しても反応しなくなることがある。この場合、ボタンの隙間に息を軽く吹きかけることで一時的に直る場合がある。
電源スイッチ
電源スイッチは、スライド式からボタン式に変更され、位置も内側の十字ボタンの下に移動された。また、電源ボタンを短く押すことで、電源を切らずにDSiメニューへ戻れる「リセット機能」が追加された。なお、フリーズした場合などにはリセット機能も使えなくなることがあるが、この場合は電源ボタンを4秒以上押すことで強制終了させることができる。
音量/明るさ調節スイッチ
音量調節はスライド方式からゲームボーイミクロと同様のボタン方式に変更され、画面・ランプ輝度調節機能も併せ持つようになった。また本体起動中にSELECTボタンを押しながら音量ボタンを押すことにより輝度を調節できるようになった。
電源・充電・無線ランプ
電源ランプ・充電ランプに加えて新たに無線ランプが追加され、位置もヒンジ部左側に変更された。
無線ランプは、無線通信の電源がオンに設定されていて、且つ通常時や電波受信時のように電波を送出していない時は点灯し、電波を送出している時は点滅する。本体設定で無線通信の電源をオフにすると消灯する。
電源ランプは、従来通り電池残量に応じて色が変化する。ニンテンドーDSおよびニンテンドーDS Liteでは「緑→赤」の2段階だったが、ニンテンドーDSiは「青→赤（点灯）→赤（点滅）」の3段階になった。色の変更は、ニンテンドーDSiより2か月前に発売されたニンテンドーWi-Fiネットワークアダプタと同様、赤緑色覚異常を持っている利用者への配慮とのこと。
無線通信機能
無線通信機能が改良された。ただし、以下の変更点はDSi本体機能・DSi専用ソフト（DSiウェア含む）・DS/DSi両対応ソフトを使用した場合のみ有効で、従来のニンテンドーDS専用ソフトは従来通りの仕様で動作する。
高速な通信が可能になり、セキュリティもWEPだけでなくWPA（TKIP/AES）・WPA2（TKIP/AES）に対応。
また、Wi-Fiの設定項目を、WEPまで設定が可能なDSソフトと共有の基本設定が3つ、WPS対応・WPA2まで設定が可能な上級者設定が3つの計6つまで保管できるようになった。自動設定は、AOSS（バッファロー）・らくらく無線スタート（NECアクセステクニカ）に加えて上級者設定時WPSに対応。
オートモード廃止
電源を入れるとメニューを経由せずにゲームが直接起動するオートモード設定は無くなった。
終了時動作の変更
DSおよびDS Liteでは、本体設定・ピクトチャット・DSダウンロードプレイの終了時に「電源を切って終了します。」というメッセージが表示され、DSメニューに戻る場合は一度電源をOFFにする必要があったが、DSiでは「DSiメニューに戻りますか？」のメッセージに変更され、電源を落とさずにDSiメニューに戻れるようになった。ただし例外として、本体更新・初期化の終了時や、L・R・STARTボタンを押しながら電源をONにした際に表示されるタッチスクリーン補正設定の終了時には、電源を切る旨のメッセージが表示される。
本体アップデート機能
新たにインターネット接続による本体アップデート機能を搭載。後述の#本体アップデートを参照。
言語設定廃止
DSおよびDS Liteでは、本体の表示言語を英語・フランス語・イタリア語・ドイツ語・スペイン語・日本語に変更することができたが、DSi以降は北米・欧州発売版を除いて言語設定が一旦廃止され、各国発売版の言語のみの固定となった。なお、北米発売版では英語・フランス語・スペイン語に、欧州発売版では英語・フランス語・イタリア語・スペイン語・ドイツ語に言語変更が可能となっている。
| 北米発売版 | 欧州発売版 |
| ---------- | ---------- |
| English    | English    |
| Français   | Français   |
| -          | Italiano   |
| Español    | Español    |
| -          | Deutsch    |

システムフォント
DSiメニューや内蔵機能などで表示されるフォントが、ピクトチャット・DSダウンロードプレイ以外はWiiやニンテンドー ゲームキューブで採用されているフォントワークス製のものになった。アンチエイリアス処理もされている。それ以外のフォントはピクトチャット・DSダウンロードプレイでは、従来通りDS・DS Liteの文字フォントが表示される。
ペアレンタルコントロール
新たにペアレンタルコントロール機能を搭載。暗証番号を設定することによって、親が子供のソフトの起動を制限することができる。DS専用ソフトやダウンロードプレイでダウンロードしたソフトは対応していない。
リージョンコード
ゲームボーイ（以下GB）やゲームボーイカラー（以下GBC）やゲームボーイアドバンスで採用されているリージョンコードがリージョンロック仕様として設定された。使用するDSi専用ソフト（DSi対応ソフト・DSiウェア含む）と本体のリージョンコードが一致しないとそのソフトを起動することができない。ただし、『ポケットモンスター ブラック・ホワイト』、『ポケットモンスター ブラック2・ホワイト2』の日本国外版のように、リージョンコードが設定されているが一致しない本体でも起動できるソフトも存在する。なお、従来のDS用ソフトにはリージョンコードが設定されていないため、この影響は受けない。
許諾のない製品の使用制限
本体更新機能により、任天堂に許諾されていない製品（プロアクションリプレイやマジコンなど）の使用が制限されるようになった。
内蔵電池
電池の体積は約12%減少、電池容量も1000mAhから840mAhへと減少した。
その影響で、充電時間が約3時間から約2時間30分へと短縮された反面、電池継続時間が最低輝度で約15 - 19時間から約9 - 14時間へ、最高輝度で約5 - 8時間から約3 - 4時間へと短くなった。ただしそれぞれ設定上の基準であり、同等の輝度とは限らない。
ACアダプター
ニンテンドーWi-FiネットワークアダプタのACアダプターと同一の物（WAP-002）を採用。端子部の形状が変わったため、ニンテンドーDS・ニンテンドーDS LiteのACアダプターは流用できない。
WAP-002は、以後に発売された任天堂の携帯ゲーム機の共通アダプターとなっている。
タッチペン
4.5mm長くなり、取り出し易いようにペン上部の突起が小さくなった。本体にはニンテンドーDS Lite専用のタッチペン（USG-004）や、ニンテンドー3DSのタッチペン（CTR-004）も差し込み可能。
ストラップ
ニンテンドーDSおよびニンテンドーDS Liteには専用ストラップが本体に同梱されていたが、ニンテンドーDSiには同梱されていない。

## 本体機能

### ニンテンドーDSiメニュー
ニンテンドーDSi（LLも含む）を起動すると、ニンテンドーDSiメニューが表示され、DSiに内蔵されている機能や追加したDSiウェアのアイコンが横一列に一覧表示される。ソフトは最大40種類まで表示（搭載）可能。ただし、●印が付記されている8種類の機能・内蔵ソフト（購入時は非表示である『ニンテンドーゾーンビューア』も含む）は削除することができないため、ユーザーが後から追加できるソフトの数は実質32種類までとなる（『ニンテンドー3DSへの引っ越し』をダウンロードした場合は削除できなくなり、31種類となる）。ソフトの並べ替えはタッチペンやボタン操作によって自由に可能。ソフトの削除は本体設定内の「ソフト管理」の項目で可能。
購入時は以下の機能・内蔵ソフトが表示されている。
本体設定 ●
本体の各種設定を行う項目。
Wi-Fi対応ソフトのみで可能だったWi-Fi設定がDSi本体設定に入っており、対応ソフトを差さなくても設定可能になり、DSi専用の上級者向けの設定も出来る。
DSおよびDS Liteにはなかった設定や項目が追加されている。また、DS・DS Liteでは設定終了後に電源を切る必要があったが、DSiでは本体更新時・初期化時以外はDSiメニューに戻るようになった。
DSカード ●
本体に差し込んだDSカード（DS専用ソフト・DSi対応ソフト・DSi専用ソフト）を起動する項目。
なお、ニンテンドーDSiでは差し込んでいるDSカードのソフトをプレイしている時以外なら、電源を切らずにDSカードを抜き差ししても認識されるようになった。ニンテンドーDSiメニューを表示しているときにDSカードを挿入すると、自動的にこのDSカードのアイコンが選択された状態になる。
DSi対応またはDSi専用ソフトを差していると、ソフトのアイコンがDSiウェアのようにアニメーションする。
DSダウンロードプレイ ●
ワイヤレス通信を使ってソフトをダウンロードして遊ぶ項目。無線通信設定がOFFの時は開始できない。
DSおよびDS Liteに内蔵されているものと同様の機能。
ピクトチャット ●
ワイヤレス通信機能を使って画像チャットをするソフト。無線通信設定がOFFの時は開始できない。
DSおよびDS Liteに内蔵されているものと基本機能は同様だが、DSiではレインボー色で描くことが出来るレインボーペンが追加された。DSiでレインボーペンで描いた画像は従来機種でもレインボー色で表示される。
ニンテンドーDSiカメラ ●
DSiに搭載されているカメラで写真を撮影するソフト。
11種類のカメラモード・編集機能によって写真で遊ぶことができる。
本体バージョン『Ver.1.4J』で、ネットワークに接続して撮った写真をSNSサイト「Facebook」に直接アップロードする機能が追加された（この機能は2014年1月30日に終了）。
ニンテンドーDSiサウンド ●
SDメモリーカードに入っているAAC形式の音楽ファイルを再生するためのソフト。パソコンを使ってm4aの拡張子に変換して音楽ファイルを収録させる必要がある。
SDメモリーカードが無くても、マイクで声を最大10秒まで録音していろんな機能で遊ぶことが出来る。録音データは最大18個まで本体保存メモリに保存される。また、この録音データはDSi専用やニンテンドーDSiウェアの対応ソフトで使用することが出来る。
カラオケ機能や再生速度変換機能、アフレコ機能も搭載。
プレイやんや写真チャンネル (1.0) とは異なり、MP3形式の音楽ファイルには対応していない。また、DRMがかかっている音楽ファイルはAAC形式であっても再生できない。
なお、対応ファイル形式に関するサポートは任天堂側では一切受け付けていない。
ニンテンドーDSiショップ ●
ニンテンドーDSiウェアを購入・ダウンロードするためのソフト。無線通信設定がOFFの時は開始できない。
2008年11月1日にサービスを開始した。本体を更新すると利用可能になる。
2016年9月30日以降、ポイント追加やニンテンドーDSiウェアの購入など順次サービス終了予定。
ニンテンドーゾーン ●
2009年6月19日に開始された「ニンテンドーゾーン」のサービスを利用するためのソフト。無線通信設定がOFFの時は開始できない。
このソフトは購入時は非表示で、ニンテンドーゾーン内に入った状態で初めて電源を入れた際に表示される。以降、ニンテンドーゾーンのサービスを利用していない時でも表示されたままになり、起動も可能（非表示には出来ない）。ただし、無線通信設定がOFFの状態では起動できない。
DSとDS Liteの場合はDSダウンロードプレイでダウンロードする必要があるが、DSiでは本体に内蔵されているのでダウンロードせずにすぐに始めることができる。
DSi版のニンテンドーゾーンビューアにはメモ機能があり、手書きメモ・画面メモ・写真メモの3種類のメモを作成することができる。作成したメモは保存領域の範囲内であれば本体保存メモリに保存され、電源を切っても保持される。このメモ機能はニンテンドーゾーン以外の場所でも使用可能。
ニンテンドーDSiブラウザー
2009年秋以降に出荷されているDSiおよびDSi LLに最初からダウンロード済みで搭載。それ以前に出荷された本体の場合や削除した場合は『ニンテンドーDSiショップ』でダウンロード可能（価格は無料）。
内容は『ニンテンドーDSiショップ』で配信されているものと同じ。無線通信設定がOFFの時は開始できない。
うごくメモ帳
2009年秋以降に出荷されているDSiおよびDSi LLに最初からダウンロード済みで搭載。それ以前に出荷された本体の場合は『ニンテンドーDSiショップ』でダウンロード可能（価格は無料）であったが現在はDSiショップの終了に伴い購入不可となり、削除を行った場合は過去に購入したことのある本体からを除いて再ダウンロードすることが出来なくなった。そのためダウンロード済み本体で削除を行うと初期化を行わない限り再度このウェアを起動させることが出来ない。
内容は『ニンテンドーDSiショップ』で配信されていたものと同じ。

### ファームウェアアップデート
本体のファームウェアや本体内蔵ソフトウェアはインターネットを利用してアップデート（更新）することができ、「本体設定」内の「本体の更新」を選択することで実行できる。アップデートが完了するとDSi・DSi LL本体のバージョン番号が変わる場合がある。本体のバージョン番号は「本体設定」内の上画面右下に表示される。
以下では日本国内仕様のDSi・DSi LL向けに配布されているアップデートプログラムについてのみ記載する。Ver1.4Jをもって新規の機能追加は終了し、それ以降のアップデートは任天堂未許諾の不正機器対策とされている。

#### Ver.1系列
Ver.1.1J
2008年11月1日配信開始
- 『ニンテンドーDSiショップ』が使用可能になる。
- 本体設定にニンテンドーDSiショップでダウンロードしたソフトをコピーや消去などが可能になる『ソフト管理』が追加される。

Ver.1.2J
2008年12月22日配信開始
- 有料のDSiウェアの配信開始に伴い『ニンテンドーDSiショップ』が新しくなる。

Ver.1.3J
2009年3月26日配信開始
- ニンテンドーDSiショップ
  - ソフトの検索機能が追加される。
  - ソフトのランキング機能が追加される。

- ニンテンドーDSiサウンド
  - L・Rボタンの効果音の音量が、曲の音量に合わせて自動調節されるようになる。

- 本体設定
  - ネットワークサービス利用規約の内容が改定される（利用規約内に表記されている改定日の年月日は2009年3月25日）。
  - ネットワークサービス利用規約や本体更新の説明文において、スライドだけでなくタッチでもスクロールができるようになる。

Ver.1.4J
2009年7月30日配信開始
- ニンテンドーDSiカメラ
  - DSi搭載のカメラで撮影した写真を、インターネットを利用してSNSサイト「Facebook」にアップロードする機能が追加される。
  - 画像の表示速度が向上する。

- 本体設定（ペアレンタルコントロール）
  - 『ニンテンドーDSiショップ』のDSiポイント使用制限の項目が追加される。
  - 画像データの無線送受信機能の使用制限の項目が追加される。
  - 一部のユーザー作成コンテンツの送受信機能の使用制限の項目が追加される。

- その他
  - 任天堂に許諾されていない製品やコピーツールの使用を制限するプログラムの最新版が追加される。

Ver.1.4.1J
2010年9月8日配信開始
- 動作品質が改善される（詳細不明）。
- 任天堂に許諾されていない製品やコピーツールの使用を制限するプログラムの最新版が追加される（公式未公開）。

Ver.1.4.2J
2011年5月11日配信開始
- 動作品質が改善される（詳細不明）。
- セキュリティ保護が改善される。
- 任天堂に許諾されていない製品やコピーツールの使用を制限するプログラムの最新版が追加される（公式未公開）。

Ver.1.4.3J
2011年6月30日配信開始
- 動作品質が改善される（詳細不明）。
- 任天堂に許諾されていない製品やコピーツールの使用を制限するプログラムの最新版が追加される（公式未公開）。

Ver.1.4.4J
2012年3月24日配信開始
- 動作品質が改善される（詳細不明）。
- セキュリティ保護が改善される。
- 任天堂に許諾されていない製品やコピーツールの使用を制限するプログラムの最新版が追加される（公式未公開）。

Ver.1.4.5J
2012年12月13日配信開始
- セキュリティ保護が改善される。
- 任天堂に許諾されていない製品やコピーツールの使用を制限するプログラムの最新版が追加される（公式未公開）。

## 仕様
- CPU：デュアルコア (ARM9 + ARM7)
- VRAM：不明
- メモリ：16MB
- 本体保存メモリ：NAND型フラッシュメモリ 256MB
- 画面：透過型バックライト付きTFTカラー液晶ディスプレイ×2枚
  - サイズ
    - DSi：3.25インチ
    - DSi LL：4.2インチ

  - 画素数：256×192
  - 表示色数：26万色
  - 下画面に抵抗膜方式透明アナログタッチパネル付
- 入力：十字ボタン+6ボタン (A/B/X/Y/L/R) + START/SELECTボタン+タッチスクリーン+マイク+カメラ×2
- 無線通信機能：LSIはAtheros Communications製のAR6002Gと、ミツミ電機製のMM3218[10]
  - 通信規格：IEEE 802.11b/g (DSSS/OFDM) 対応および任天堂独自プロトコルに対応
  - 無線周波数：2.4GHz帯
  - 出力電力（空中線電力）：11b使用時5.5dBm、11g使用時5.0dBm（最大）
  - 使用推奨距離：約10 - 30m
  - 動作確認済み無線LANアクセスポイント（親機）は、公式サイトを参照
- カメラ機能
  - レンズ：単焦点
  - 撮影素子：CMOSイメージセンサ
  - 有効画素数：約30万画素
  - その他：顔認識エンジン搭載
- 電池：内蔵リチウムイオンバッテリー、付属ACアダプタ
  - 電池容量
    - DSi：840mAh
    - DSi LL：1050mAh

  - 消費電力：最大2.8W（充電時）
  - 充電時間
    - DSi：約2時間30分
    - DSi LL：約3時間

  - 電池持続時間（使用するソフトによって異なる）
    - DSi
      - 最低輝度：約9 - 14時間
      - 低輝度：約8 - 12時間
      - 中輝度：約6 - 9時間
      - 高輝度：約4 - 6時間
      - 最高輝度：約3 - 4時間

    - DSi LL
      - 最低輝度：約13 - 17時間
      - 低輝度：約11 - 14時間
      - 中輝度：約9 - 11時間
      - 高輝度：約6 - 8時間
      - 最高輝度：約4 - 5時間

  - 電池の外形寸法
    - DSi：54.5×27.4×6.5mm[10]
    - DSi LL：不明
- サウンド：ステレオスピーカー内蔵
  - ソフトによりバーチャルサラウンド可能
- サイズ：
  - DSi: 74.9×137.0×18.9mm
  - DSi LL: 91.4×161.0×21.2mm
- 重量（バッテリーパック・タッチペン含む）
  - DSi：約214g
  - DSi LL：約314g

## 本体

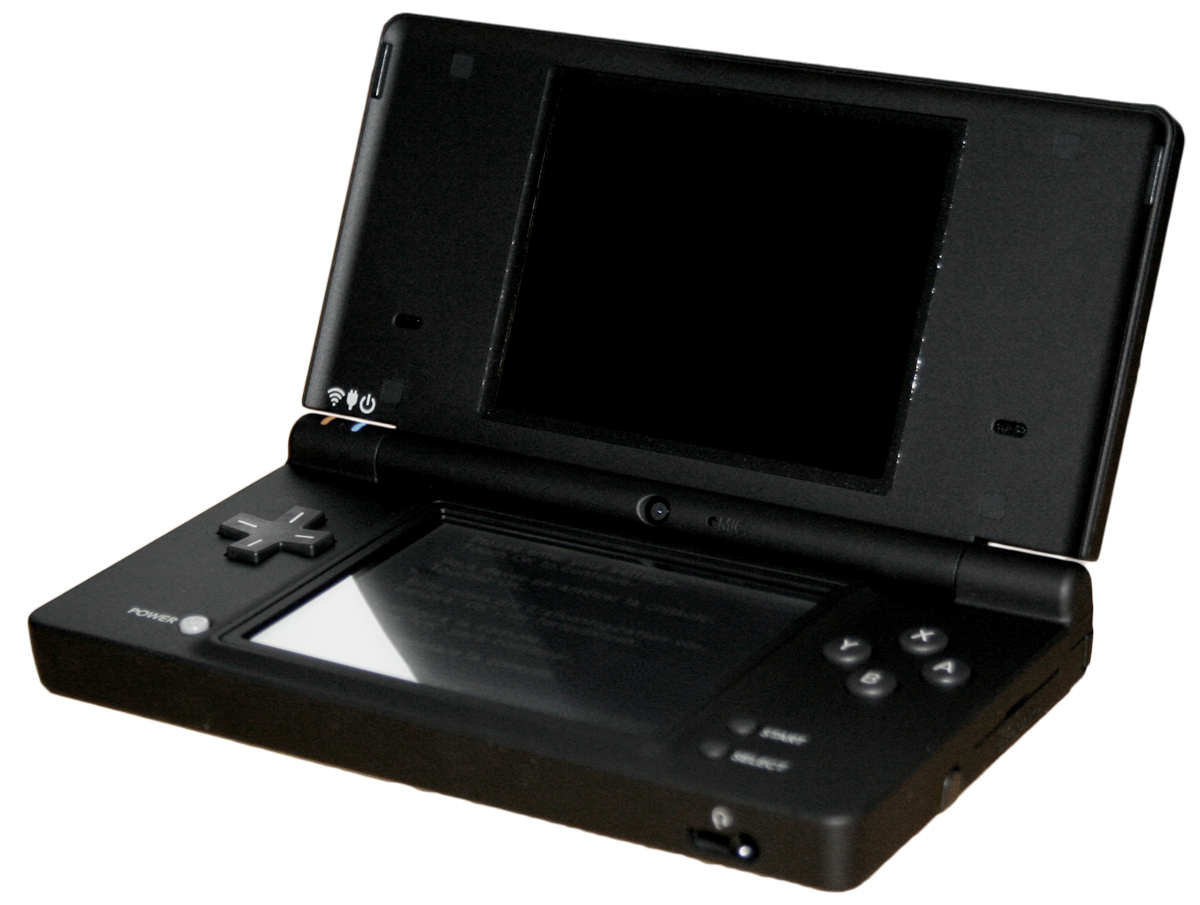
ニンテンドーDSiのブラック

型番はTWL-001。発売当初の希望小売価格は18,900円（税込）であったが、2010年6月19日より15,000円（税込）に値下げされた。以下は日本国内で発売のもの。
- ホワイト（2008年11月1日発売）
- ブラック（2008年11月1日発売）
- ピンク（2009年3月20日発売）
- ライムグリーン（2009年3月20日発売）
- メタリックブルー（2009年3月20日発売）
- レッド（2009年7月11日発売）

それぞれ、本体と同色のタッチペンが付属する。
- スーパーマリオ25周年仕様（2010年10月28日発売）
カラーはファミコンレッド。外カメラの付近にマリオが刻印されている。セブン-イレブン限定商品[11][12]。
- 『ポケットモンスター ブラック』オリジナルDSiパック（2010年11月20日発売）
ニンテンドーDSi レシラム・ゼクロムエディション ＜ブラック＞とポケットモンスター ブラックのセット。定価19,800円（税込）で数量限定生産。
- 『ポケットモンスター ホワイト』オリジナルDSiパック（2010年11月20日発売）
ニンテンドーDSi レシラム・ゼクロムエディション ＜ホワイト＞[ポケットモンスター ホワイトのセット。ブラック同様、定価19,800円（税込）で数量限定生産。

### 日本未発売
日本で発売されていない限定モデル。
- 『メイプルストーリーDS』 ニンテンドーDSiスペシャルエディション（韓国・2010年4月15日発売）[13]

韓国でニンテンドーDSiのローンチタイトルであった「メイプルストーリーDS」の発売を記念し、韓国任天堂から発売した限定モデル。カラーはレッド、カメラの周りにメイプルストーリーのキャラクターたちが刻印されている。
- 『マットレッド』
- 『マットブルー』

上記2種は北米で同時発売。登場は3DS登場後の2012年である。

## 周辺機器
記述されている価格は全てメーカー希望小売価格（税込）である。
| 型番    | 名称                                | 備考 |
| ------- | ----------------------------------- | --- |
| WAP-002 | ニンテンドーDSi用ACアダプタ         | 本体への電源供給および内蔵充電池の充電を行うためのACアダプタ。ニンテンドーDSi・ニンテンドーDSi LL・ニンテンドーWi-Fiネットワークアダプタ・ニンテンドー3DS・ニンテンドー3DS LL・ニンテンドー2DS・Newニンテンドー3DS・Newニンテンドー3DS LL・Newニンテンドー2DS LL・Wiiリモコン急速充電台の10機種で利用可能。本体同梱。2008年12月より単体販売もされている。当初の価格は税込1500円だったが、2012年7月12日に改定され、税込1000円になっている。 |
| TWL-003 | ニンテンドーDSi専用バッテリーパック | 本体内蔵。 |
| TWL-004 | ニンテンドーDSi専用タッチペン       | 使用していない時は本体に収納可能。本体同梱（2本）。 |

この他、一部のニンテンドーDS用周辺機器も使用可能。

## ニンテンドーDSi LL
2009年10月27日、日本経済新聞は任天堂がニンテンドーDSシリーズの販売のテコ入れとして、DSiの画面を大型化した新製品を年内にも投入する、と報道した。その2日後、任天堂の2009年度第2四半期（中間）決算説明会を翌日に控えた10月29日に、ニンテンドーDSi LL（ニンテンドーディーエスアイ エルエル、略称：DSi LL）の発売が正式に発表された。
ニンテンドーDSi LLの最大の特長は、「LLサイズのニンテンドーDSi」として、画面サイズが初代DS、DS Liteの約2倍である4.2インチに拡大した点である。このことを日本経済新聞などは「高齢者の需要も掘り起こす」ためと報じたが、岩田社長は正式発表翌日の中間決算説明会で、同時に画面の視野角も向上させたことも挙げ、「プレイしている人だけでなく、まわりの人も一緒に遊べる初めての携帯ゲーム機」と説明した。
発売発表約1か月後の2009年11月21日に発売され、DSシリーズの追加ラインナップという位置付けでDSiと並行して販売されていた。北米と欧州では「Nintendo DSi XL」（ニンテンドーディーエスアイ エックスエル）という名称で2010年3月に発売された。
2010年6月19日にはDSi LLの新カラーが発売されるとともに、価格が1万8,000円に値下げされた。
なお日本以外の各国ではLサイズよりも大きなサイズを「XL」と呼ぶため、当初は世界統一で「ニンテンドーDSi XL」とする予定であったが、日本人にとって「XL」という表現は馴染みがなく、岩田社長曰く「“5歳から95歳まで”を標榜する任天堂としては、あらゆるお客さんには伝わらない可能性のある言葉を使うのは果たしてどうなのか」と考えた末、日本でのみ「ニンテンドーDSi LL」という名称を使うこととなった。

### 特徴

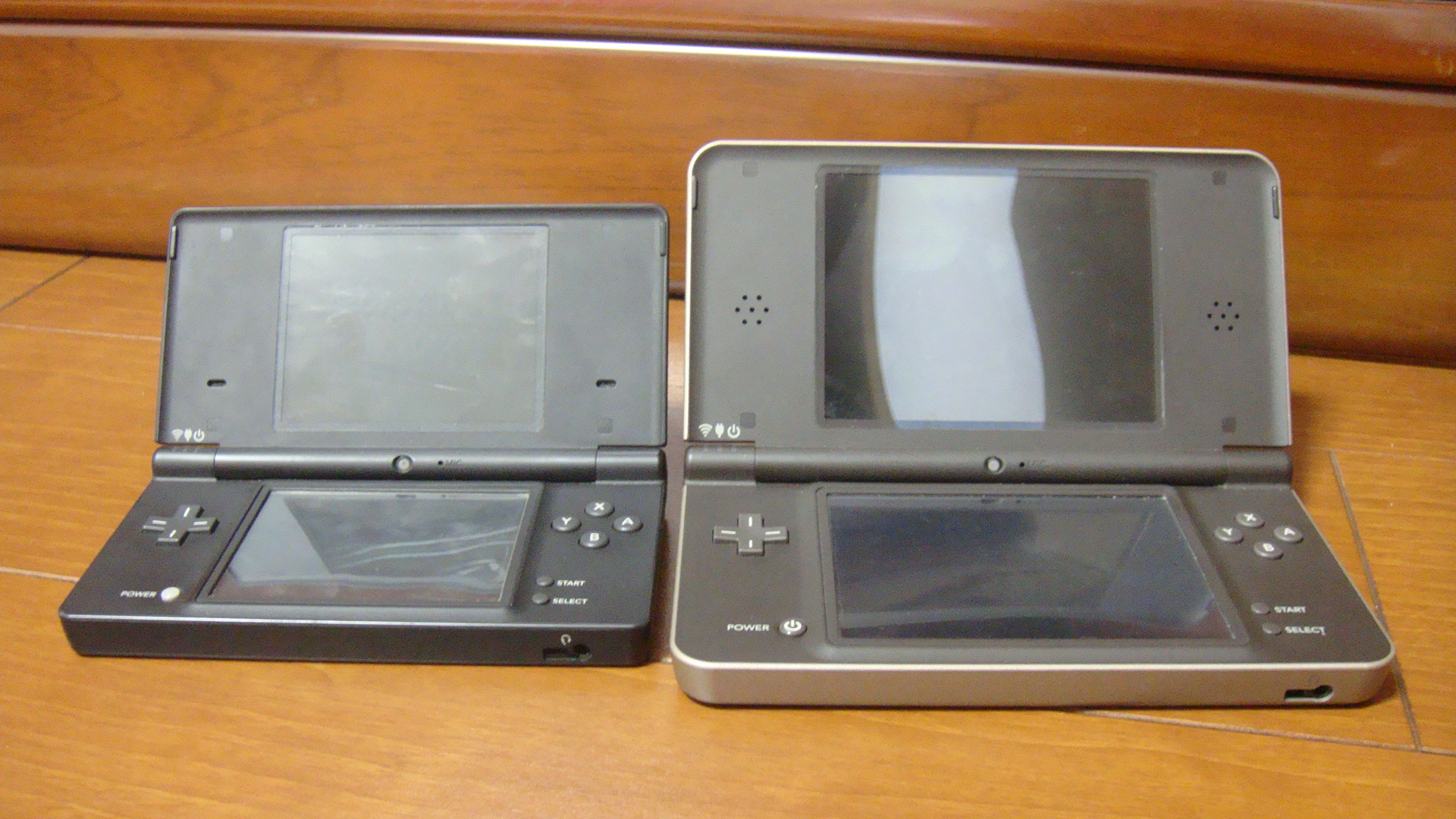
ニンテンドーDSi（左）とDSi LL（右）の比較

基本的な部分はDSiと同じだが、以下の点がDSiと異なる。
画面
上下画面共にDSiの3.25インチから4.2インチに拡大。他のDSと画面面積を比較すると、初代DSとDS Liteの3.0インチの約2倍 (196%)、DSiの3.25インチの約1.7倍 (167%) である。画素数（PCの画像サイズ換算で256×192）は従来機と変わらず、解像度は低下している。
また、高視野角の液晶パネルが採用されているため、斜めから見ても従来機より綺麗に見えるようになった。
内蔵電池
電池容量が増加。最大充電時間がDSiの約2時間30分から約3時間と長くなった（DSi以前の機種と同じ充電時間に戻った）が、最低輝度でDSiの約9 - 14時間から約13 - 17時間、最高輝度で約4 - 5時間とプレイ可能時間も長くなった。
内蔵ソフト
『東北大学加齢医学研究所川島隆太教授監修 ちょっと脳を鍛える大人のDSiトレーニング』の文系編と理系編、『明鏡国語楽引辞典』の計3作のニンテンドーDSiウェアを初期状態で内蔵。追加利用料金等もかからない。ただし、ニンテンドー3DSには引っ越しできない。
タッチペン
従来と同様に本体に収納できる「タッチペン」（長さ 約96.0mm）に加えて、一般的なサインペンに近い大きさの「タッチペン（大）」（長さ 約129.3mm）が同梱。
本体サイズ
画面サイズの拡大に伴って、本体のサイズがDSiの横137.0mm×縦74.9mmから横161.0mm×縦91.4mmと大幅に大きくなった。これは一番サイズが大きかった初代のDSのサイズ（横148.7mm×縦84.7mm）を超えており、DSi LLはニンテンドーDSシリーズの中で一番大きい本体となった。
本体の厚さは、DSiの18.9mmから21.2mmと若干厚くなったが、DS Lite (21.5mm) とほぼ同じ厚さである。
質量
画面サイズと本体サイズのアップに伴って、DSiの約214gから約314gと大幅に増加した。これも一番質量が大きかった初代のDS（約275g）を大きく超えており、ニンテンドーDSシリーズの中で一番重い本体となった。

### 本体
型番はUTL-001。発売当初の希望小売価格は20,000円（税込）であったが、2010年6月19日より18,000円（税込）に値下げされた。以下は日本国内で発売のもの。
- ダークブラウン（2009年11月21日発売）
- ワインレッド（2009年11月21日発売）
- ナチュラルホワイト（2009年11月21日発売）
- ブルー（2010年6月19日発売）
- イエロー（2010年6月19日発売）
- グリーン（2010年6月19日発売）

ダークブラウン・ワインレッド・ナチュラルホワイトには、本体と同色のタッチペン・タッチペン（大）が付属し、ブルー・イエロー・グリーンにはブラックのタッチペンと本体と同色&ブラックのツートンカラーのタッチペン（大）が付属する。
- スーパーマリオ25周年仕様（2010年10月28日発売）
ファミコンレッドとブラックのツートンカラー。外カメラの付近にスーパーキノコ・ファイアフラワー・スーパースターが刻印されている。タッチペン（大）はファミコンレッド&ブラックのツートンカラー、タッチペン（小）はブラック[11][20]。
- ラブプラス＋"～"デラックス

1. マナカデラックス（2010年6月24日発売）
2. リンコデラックス（同上）
3. ネネデラックス（同上）

それぞれのキャラクターが描かれているDSi LL。直接印刷してあるのでは無く、コーティングしてあるのでそう簡単には消えない。キャラクターの印刷はラメ入りでキラキラしている。

### 周辺機器
| 型番    | 名称                                   | 備考                                                                                            |
| ------- | -------------------------------------- | ----------------------------------------------------------------------------------------------- |
| UTL-003 | ニンテンドーDSi LL専用バッテリーパック | ニンテンドーDSi LL専用のバッテリーパック。本体内蔵。                                            |
| UTL-004 | ニンテンドーDSi LL専用タッチペン       | 使用していない時は本体に収納可能。本体同梱。                                                    |
| UTL-005 | ニンテンドーDSi LL専用タッチペン（大） | 通常のタッチペン (UTL-004) よりも太いため持ちやすくなっている。本体には収納できない。本体同梱。 |